# Tullnerfeld

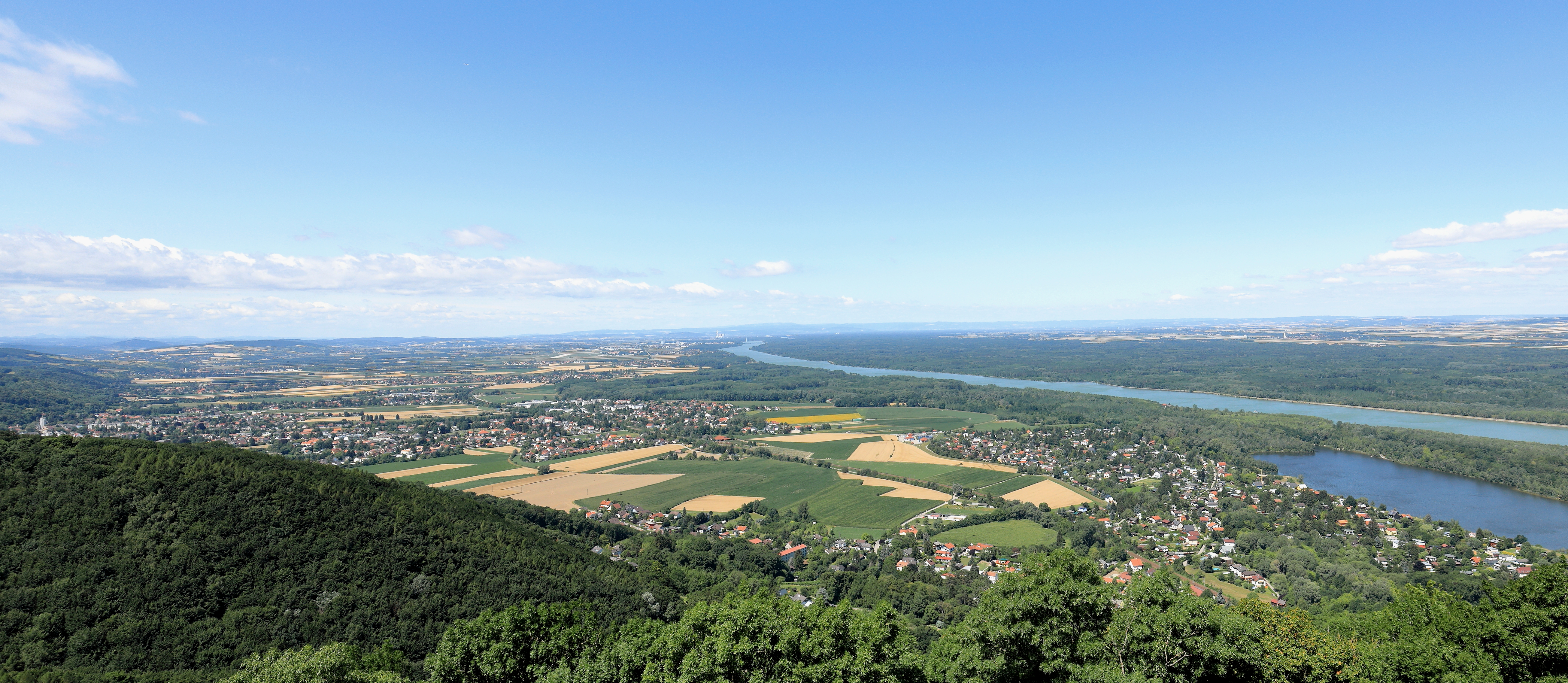
Blick von der Tempelbergwarte Richtung Westen über das östliche Tullnerfeld

Das Tullnerfeld, auch Tullner Becken, in Niederösterreich ist eine von der Donau angeschüttete Schotterfläche, die sich von Krems an der Donau im Westen bis zur Wiener Pforte im Osten erstreckt und im Norden vom Wagram und im Süden vom Wienerwald umrahmt wird.

## Topographie

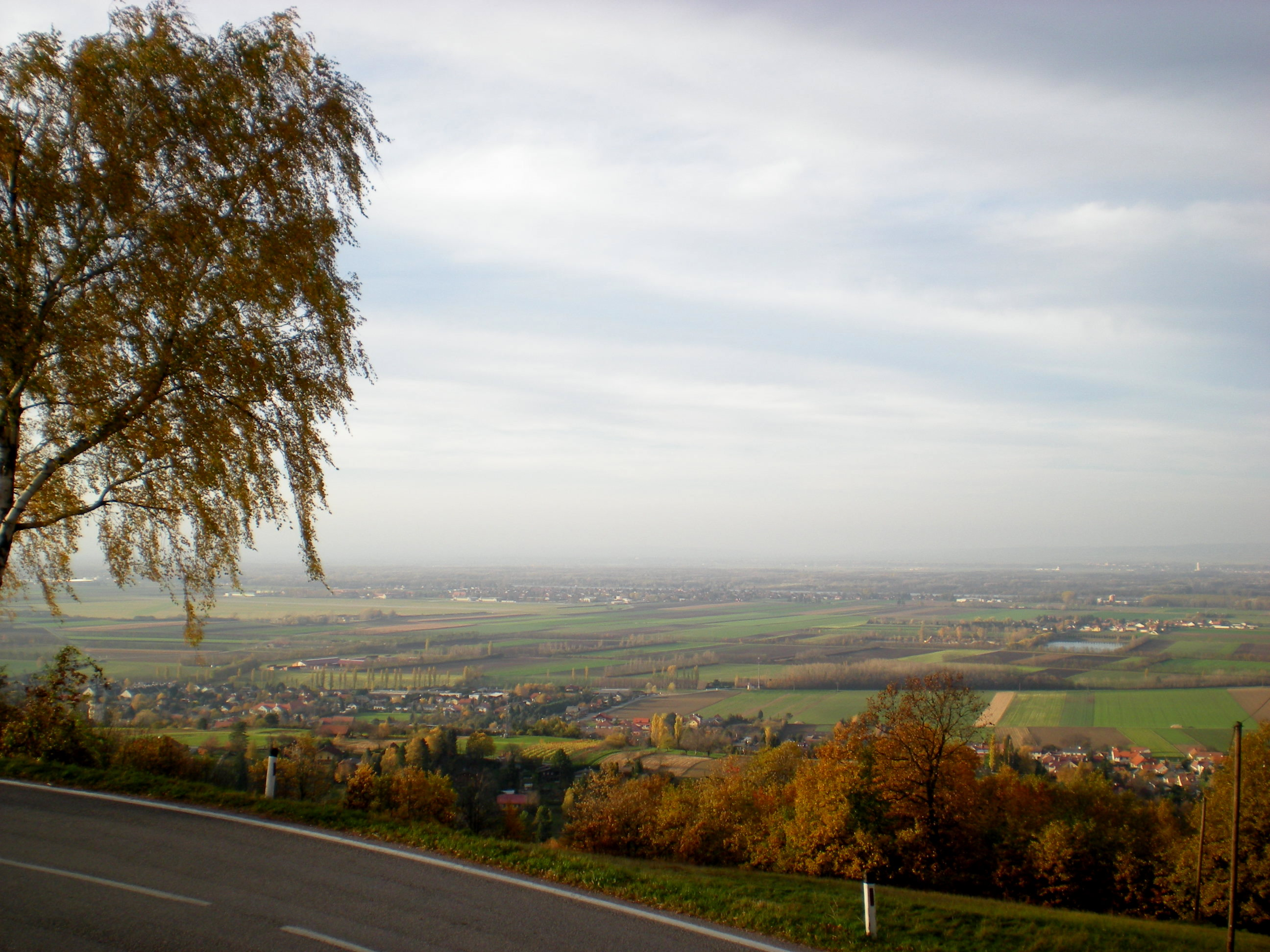
Blick über das Tullnerfeld von der Dopplerhütte bei Königstetten

Das Tullnerfeld ist 48 km lang und bis zu 14 km breit. Das quartäre Becken erreicht Seehöhen von 200 m (bei Krems) bis 170 m bei Korneuburg. Die Bezirksstadt Tulln befindet sich etwa im Zentrum des Beckens. Das südlich der Donau gelegene Tullnerfeld wird dem (erweiterten) Mostviertel zugerechnet, die neue niederösterreichische Raumordnung zählt es zur Hauptregion NÖ-Mitte.
Es wird durch den Kleinen Wagram, eine ca. 2 bis 3 Meter hohe Geländestufe, die im westlichen Teil gut ausgeprägt ist, geteilt. Im östlichen Tullnerfeld ist diese Geländestufe verwaschen und kaum sichtbar.
Auch das auf die Wachau anschließende Tullnerfeld wird von der Donau durchflossen, in die hier zahlreiche Nebenflüsse münden: Die Krems, die Traisen, der Kamp, die Perschling, die Große Tulln, die Kleine Tulln und die Schmida.

## Name
Das Toponym -feld (althochdeutsch feld‚ offenes, nicht bewaldetes Land‘) für eine Beckenlandschaft findet man in Niederösterreich auch bei Marchfeld (im Weinviertel), bei Steinfeld (im Industrieviertel) oder bei Ybbsfeld (im Mostviertel).

## Verkehr
Hochrangige Straßenverbindungen im Tullnerfeld sind die S 5 Stockerauer Schnellstraße von Krems nach Stockerau und deren Fortsetzung Richtung Wien als A 22 Donauufer Autobahn in ost-westlicher Richtung sowie die S 33 Kremser Schnellstraße von St. Pölten nach Krems entlang der Traisen in nord-südlicher Richtung.
An Schienenverbindungen existieren
- die Franz-Josefs-Bahn, die nordwestlich von Tulln ins Tullnerfeld eintritt, die Donau überquert und dann annähernd parallel zur Donau Richtung Wien verläuft,
- die Tullnerfelder Bahn von St. Pölten nach Tulln sowie deren Abzweigung nach Krems,
- die weitgehend am Fuß des Wagrams verlaufende Bahnstrecke Absdorf–Krems, in deren Fortsetzung die Lokalbahn Absdorf–Stockerau und die sich anschließende Nordwestbahn Richtung Wien.
- Im Rahmen der Magistrale für Europa wurde bis Dezember 2012 der Abschnitt Tullnerfeld der neuen Westbahn errichtet.

Für alle diese Bahnen ist der Bahnhof Tullnerfeld seit 2012 ein wichtiger Regionalbahnhof.
Schließlich ist auch die Donau ein wichtiger überregionaler Verkehrsweg.

## Wirtschaft
Bedeutende Städte mit Industrie sind Stockerau, Korneuburg, Tulln und Krems.
Mit den Donau-Laufkraftwerken Altenwörth und Greifenstein, den kalorischen Kraftwerken in Dürnrohr, Theiß und Korneuburg und dem nie in Betrieb gegangenen Kernkraftwerk Zwentendorf spielt das Tullnerfeld eine wichtige Rolle in der Stromproduktion.
Einen großen Einfluss auf die Wirtschaft hat die Landwirtschaft und auch die Blumenzucht. Durch die zahlreichen Gärtnereien rund um die Bezirkshauptstadt Tulln, durch zahlreiche Messen und Ausstellungen sowie Kompetenzzentren, die in der Zwischenzeit international Beachtung finden, festigt die Stadt ihren Ruf. So ist die permanente Gartenschau Garten Tulln, mit der auch die Universität für Bodenkultur Wien zusammenarbeitet ein Ziel zahlreicher Besucher. Aber auch die Tullner Gartenschau am Messegelände spielt einen großen wirtschaftlichen Faktor. Das schlägt sich auch in manchen Bezeichnungen wieder, wie der Beiname Blumenstadt für Tulln oder Rosenbrücke für die wichtige Donaubrücke in dieser Region. Aber auch in der Landwirtschaft werden zahlreiche Produkte angebaut. Traditionell ist das Tullnerfeld Kraut, eine Sorte des Weißkraut, die auch im Register der Traditionellen Lebensmittel eingetragen ist und die im Rahmen des Projekts Genussregion Österreich für die Anbauregion namensgebend ist. Ähnlich ist es in der Viehzucht, wo das Tullnerfelder Schwein registriert ist.

## Kultur
Kulturelle Zentren sind Krems (Kunsthalle Krems, Karikaturmuseum Krems), Tulln (Minoritenkloster, Donaubühne), Schloss Grafenegg (Adventmarkt, Ausstellungen), Schloss Thürnthal (Ausstellungen, Konzerte) und Schloss Atzenbrugg (Schubertiaden).